# Els crepusculars
Els crepusculars (italià: Poeti Crepuscolari) defineix un grup de poetes italians de començaments del segle XX que destacaven pel seu ús d'un llenguatge musical i un estat d'ànim i un to general depressiu. El nom metafòric del grup el va encunyar el crític literari Giuseppe Antonio Borgese per referir-se a una condició de decadència, descriu un grup de poetes amb escriptures malenconioses com una resposta a la modernització de començaments del segle xx.
La seva actitud representa una reacció a la poesia continguda i d'estil retòric dels guanyadors del Nobel, Giosuè Carducci i Gabriele d'Annunzio, afavorint, per contra, el llenguatge sense adorns i casolà dels temes típics de Giovanni Pascoli. Una afinitat que ja es donava amb els simbolistes francesos com Paul Valéry, Arthur Rimbaud, i Stéphane Mallarmé. Es considera Guido Gozzano com l'exponent més competent del moviment. Altres poetes del moviment van ser Sergio Corazzini i Marino Moretti.